# Centru de cercetare
Un institut de cercetare, sau centru de cercetare, este o instituție fondată pentru a face cercetare. Institutele de cercetare se pot specializa în cercetare de bază sau pot fi orientate către cercetare aplicată. Deși termenul implică adesea cercetare în științele naturale, există, de asemenea, multe institute de cercetare în științele sociale, în special pentru scopuri de cercetare sociologice și istorice.

## Institute de cercetare celebre
La începutul perioadei medievale, mai multe observatoare astronomice au fost construite în lumea islamică.  Primul dintre acestea a fost observatorul Bagdad construit în timpul califului Abbasid Al-Mamun, deși cel mai faimos a fost observatorul Maragheh din secolul al XIII-lea și observatorul Ulugh Beg din secolul al XV-lea.
Școala de Astronomie și Matematică Kerala a fost o școală de matematică și astronomie fondată de Madhava de Sangamagrama în Kerala, India. Școala a înflorit între secolele XIV și XVI, iar descoperirile originale ale școlii par să se fi încheiat cu Narayana Bhattathiri (1559–1632). În încercarea de a rezolva probleme astronomice, școala Kerala a descoperit în mod independent o serie de concepte matematice importante.
Cel mai vechi institut de cercetare din Europa a fost complexul Uraniborg de pe insula Hven, un laborator din secolul al XVI-lea astronomical înființat pentru a face măsurători foarte precise ale stelelor.  În Statele Unite există numeroase institute de cercetare notabile, inclusiv Bell Labs, Xerox Parc, Institutul de Cercetare Scripps, Beckman Institute for Advanced Science and Technology, și Stanford Research Institute. Hughes Aircraft a folosit o structură a institutului de cercetare pentru modelul său organizatoric.
Thomas Edison, numit „Vrăjitorul din Menlo Park”, a fost unul dintre primii inventatori care a aplicat principiile producției în masă și munca în echipă la scară largă în procesul de invenție de la sfârșitul anilor 1800 și, din această cauză, el este adesea creditat cu crearea primului laborator de cercetare industrială.